# Aartsengel Michaëlkerk (Kaunas)
De Kerk van de Aartsengel Michaël is een rooms-katholieke kerk in de Litouwse stad Kaunas. De neobyzantijnse kerk werd tussen 1891 en 1895 als garnizoenskerk gebouwd, toen Kaunas deel uitmaakte van het Keizerrijk Rusland.

## Geschiedenis

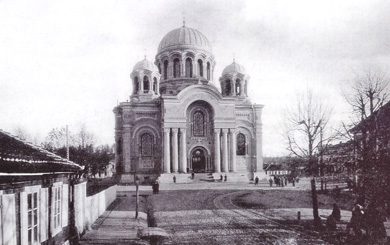
De kerk in de 19e eeuw

De bouw van orthodoxe garnizoenskerken werd geïnitieerd door de Russische overheid in het voormalige Pools-Litouwse Gemenebest na het neerslaan van de Januari-opstand in 1861 en bereikte het hoogtepunt tijdens de regering van tsaar Alexander III. Oorspronkelijk was de bouwlocatie toegewezen voor de bouw van een katholieke kerk, maar de plannen werden na de opstand herzien.   
De kerk werd in 1890 door K.H. Lymarenko ontworpen als de aan de heilige apostelen Petrus en Paulus gewijde russisch-orthodoxe kathedraal voor het in de vesting gelegerde garnizoen. De bouwtekeningen werden echter later door de Russische architect David Ivanovitsj Grimm aangepast. De bouw kostte vier jaar en op 17 september 1895 werd de kerk ingewijd. Met de bouw van de kerk werd veel meer de bevestiging van de Russische dominantie over Litouwen beoogd dan het voorzien van een kerkgebouw voor orthodoxe christenen.
In de Eerste Wereldoorlog werden er in de kerk voor Duitse soldaten lutherse diensten gevierd. Bij de aftocht van de Duitse troepen werden de kerk gesloten en de klokken verwijderd om te worden vervoerd naar Duitsland. De kerk bleef tot 1919 gesloten. 
Tijdens het interbellum werd de kathedraal een rooms-katholiek kerkgebouw voor het Litouwse garnizoen in Kaunas. Veel waardering voor de architecturale waarde van het gebouw bestond er destijds nog niet en er werd zelfs geopperd om de kerk af te breken. 
Gedurende de Sovjet-periode werd de kerk ontheiligd en als kunstgalerie in gebruik genomen. 
Tegenwoordig is het weer een katholiek kerkgebouw. De koepel van staalbeton is met een doorsnee van 16,3 meter de grootste koepel van het land. De hoogte van de koepel is 50 meter.

## Galerij

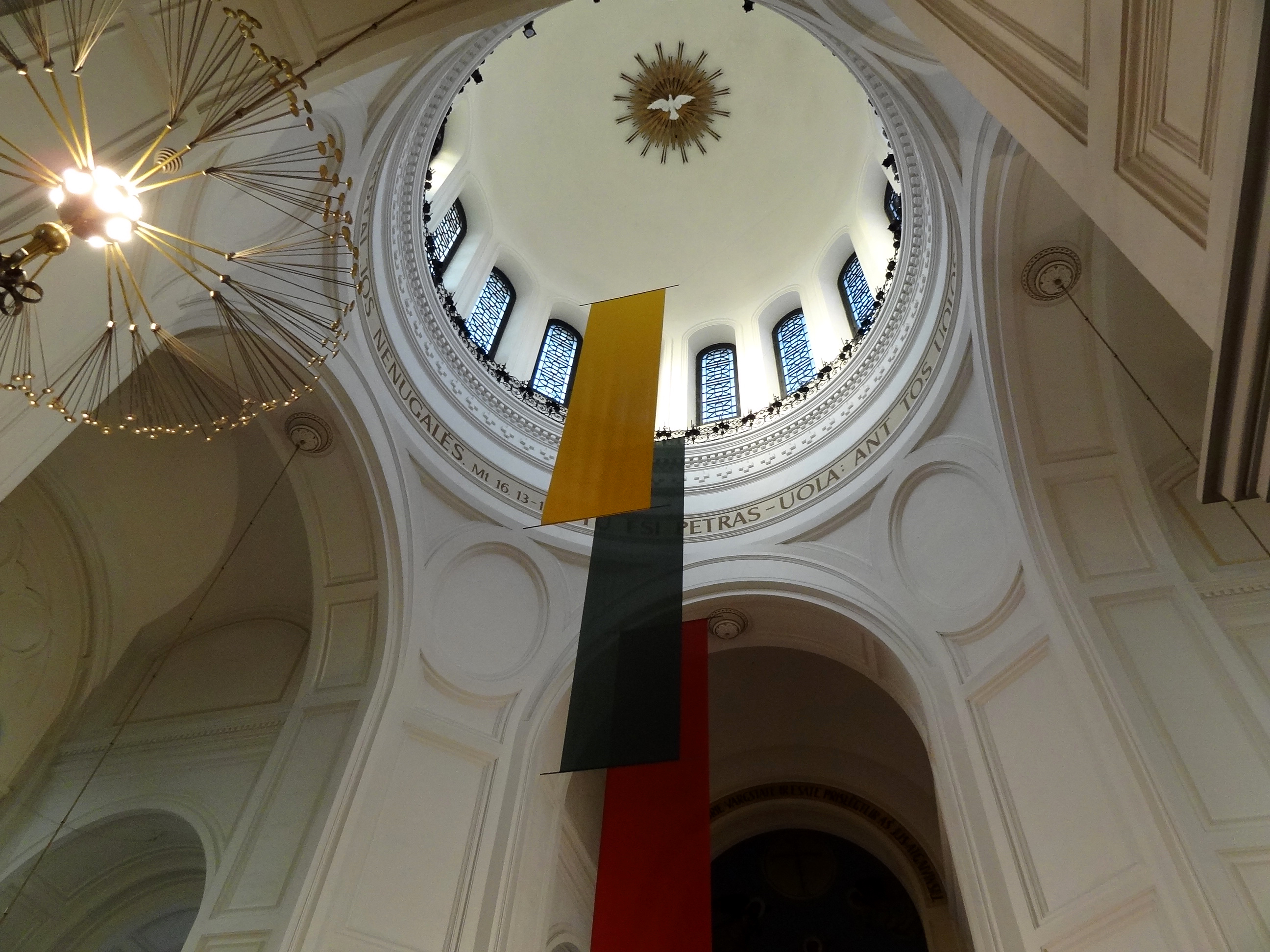
De koepel van binnenuit en de Litouwse vlag gesplitst in drie afzonderlijke vlaggen in één kleur
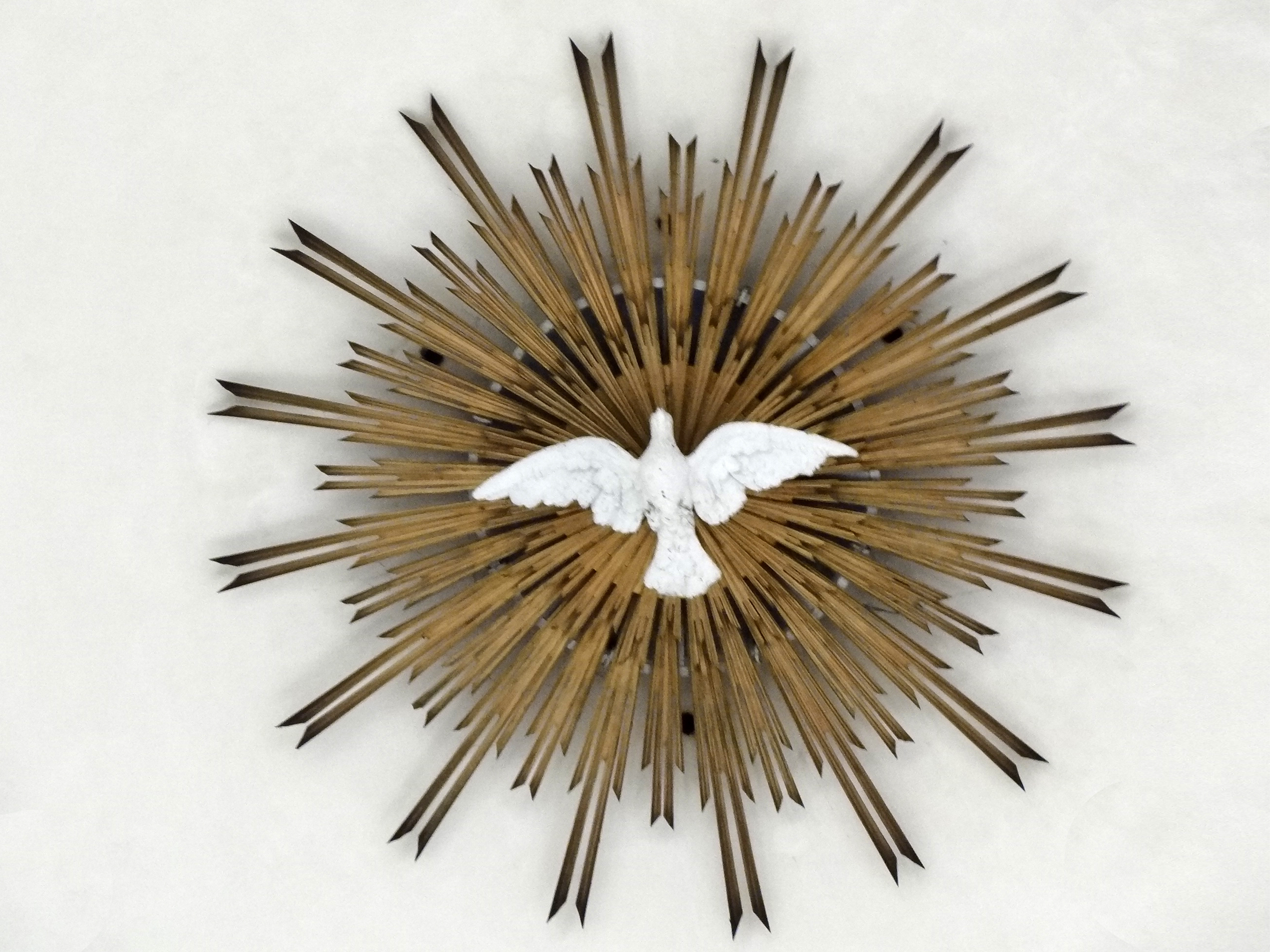
De sluitsteen van de kerk met de heilige geest duif en Jezus stralen
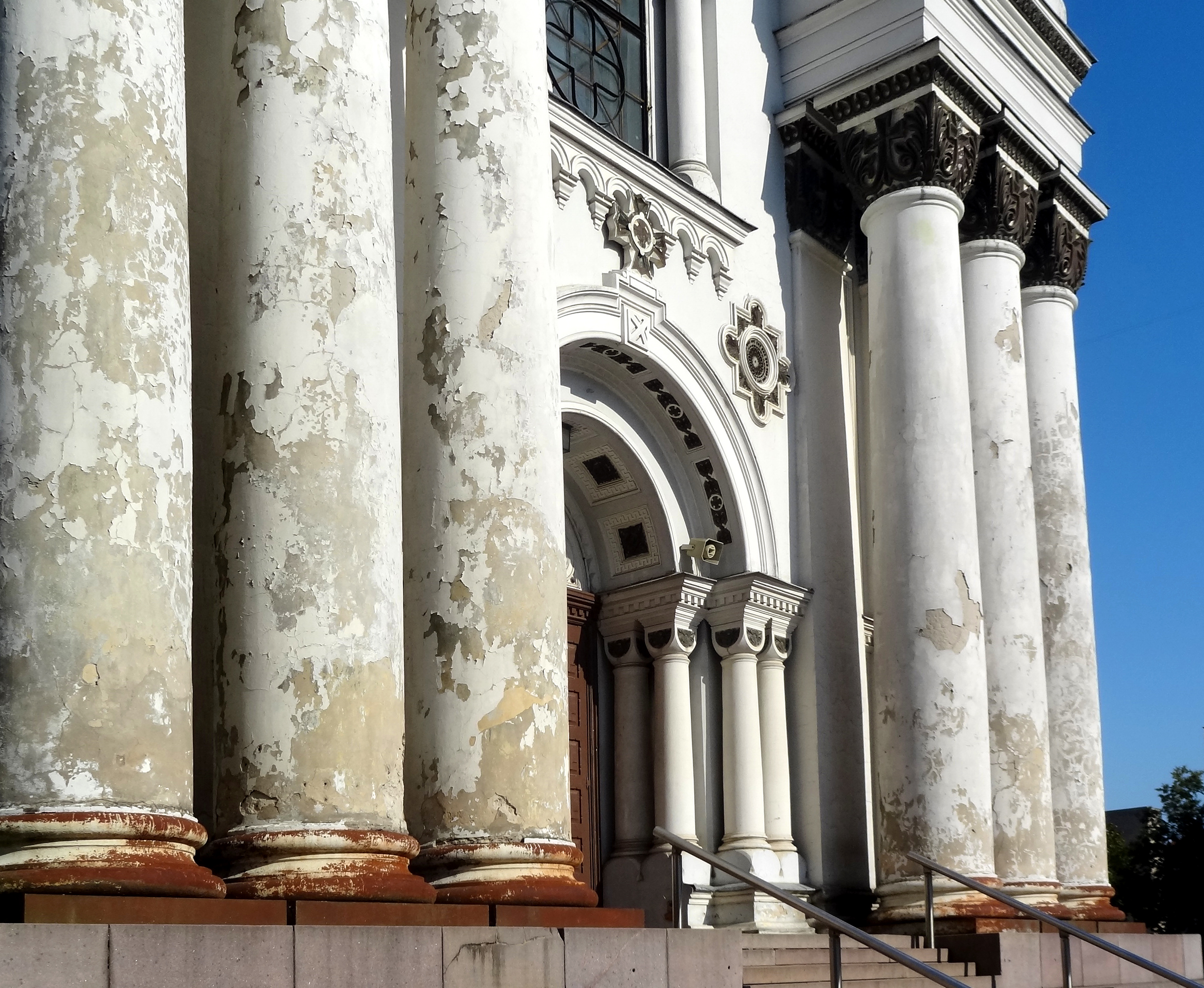
Front Kolommen van de gevel en afbladderende verf
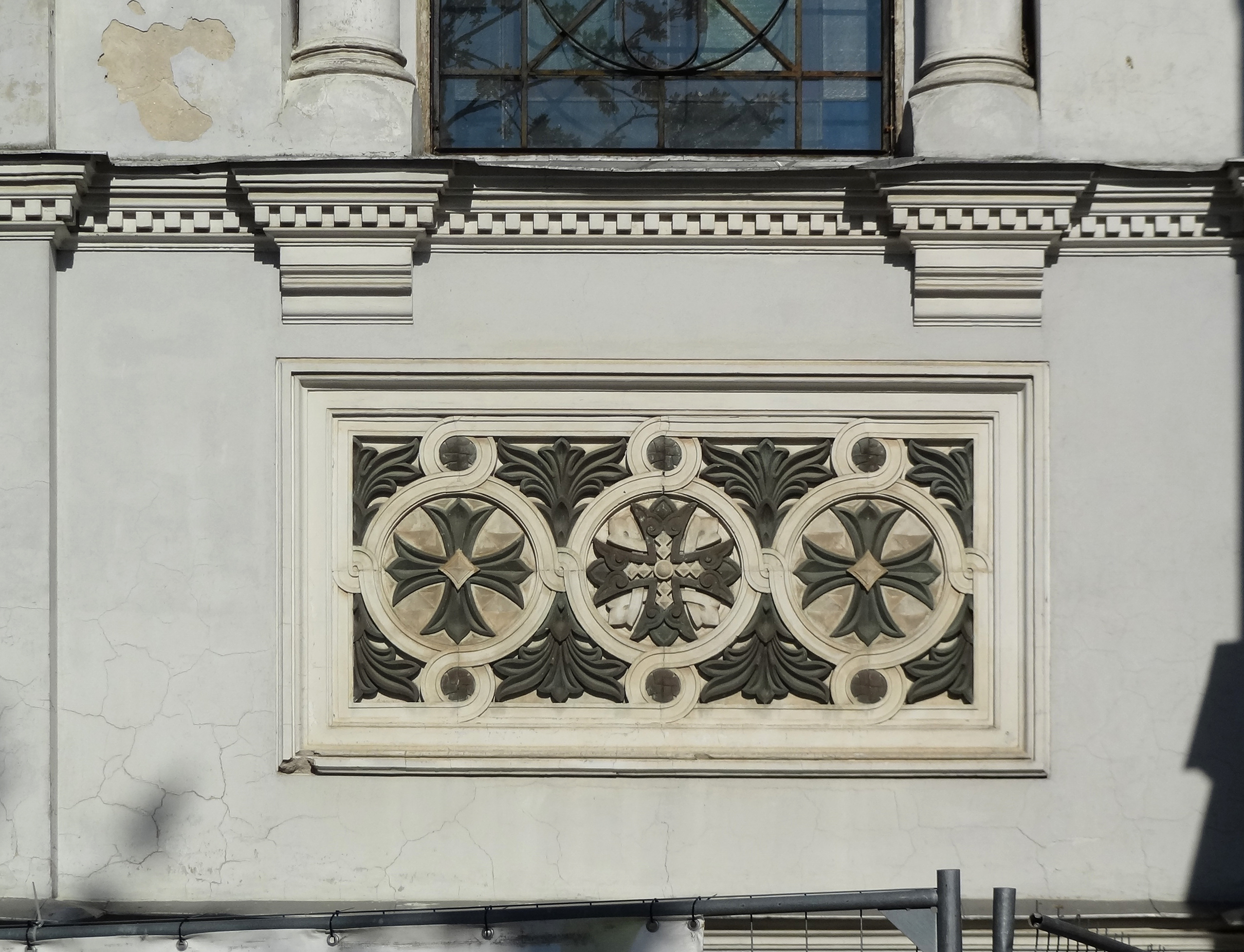
Bas-reliëf op de gevel